# Omalus potanini
Omalus potanini (лат. ) — вид ос-блестянок рода Omalus из подсемейства Chrysidinae (триба Elampini). Китай.

## Описание
Мелкие осы-блестянки с коротким и широким блестящим телом (около 4 мм). От близкого вида Omalus hainanensis отличается такими признаками: мезоскутеллюм гладкий и без передних ямок; метанотум крупный с нерегулярными и крупными пунктурами. Коготки с 3 зубцами. Жгутик усика посредине не утолщенный. Жвалы трёхзубчатые. Пунктировка груди не глубокая. Задний край третьего тергита брюшка с вырезкой. Брюшко блестящее. Гнездовые паразиты одиночных ос и пчёл. Вид был впервые описан в 1932 году российским энтомологом Андреем Петровичем Семёновым-Тян-Шанским и назван в честь русского географа и ботаника Григория Николаевича Потанина (1835—1920).